# اندیس مرمریت ۳۶۷۳
مرمریت ۳۶۷۳ یک اندیس مصالح ساختمانی است که در حوالی شهر سعادت آباد استان فارس قرار دارد و مادهٔ معدنی موجود در آن، مرمریت است.